# Bahia Massoundi
Bahia Massoundi, née le 28 février 1976 à Mutsamudu, est une femme politique comorienne.

## Études
Bahia Massoundi étudie les lettres françaises à l'université de Toliara à Madagascar.

## Carrière
Après une carrière d'enseignante au lycée de Mutsamudu de 2001 à 2010, Bahia Massoundi est Déléguée aux Droits de l’Homme entre 2011 à 2013.
Elle devient Ministre des postes et télécommunications, de la promotion des nouvelles technologies de l’information et de la communication le 13 juillet 2013 lors du 2e remaniement ministériel du gouvernement de Ikililou Dhoinine ; elle conserve son poste lors du 3e remaniement du 22 avril 2015.